# Submarino U-376
El submarino alemán U-376 fue un submarino tipo VIIC de la Kriegsmarine de la Alemania nazi durante la Segunda Guerra Mundial .
El submarino se depositó el 3 de abril de 1940 en Kiel, se botó el 10 de julio de 1941 y se puso en servicio el 21 de agosto de 1941 bajo el mando del Oberleutnant zur See Friedrich-Karl Marks. 
El U-376 se adjuntó a la 6.ª Flotilla de submarinos y estuvo listo para el servicio de primera línea a partir del 1 de marzo de 1942. Operando desde bases noruegas, desde el 1 de julio de 1942 sirvió en la 11.ª Flotilla de submarinos y fue transferida a la 3.ª Flotilla de submarinos, con base en Francia el 1 de marzo de 1943. 
El U-376 navegó en ocho patrullas de combate, hundiendo solo dos buques mercantes por un total de 10.146 TRB antes de desaparecer en el Golfo de Vizcaya desde el 7 de abril de 1943.  

## Diseño
Los submarinos alemanes Tipo VIIC fueron precedidos por los submarinos más cortos Tipo VIIB . El U-424 tenía un desplazamiento de 769 toneladas (757 toneladas largas) cuando estaba en la superficie y 871 toneladas (857 toneladas largas) mientras estaba sumergido.  Tenía una longitud total de 67,10 m (220 pies 2 pulgadas), una longitud de casco de presión de 50,50 m (165 pies 8 pulgadas), una manga de 6,20 m (20 pies 4 pulgadas), una altura de 9,60 m ( 31 pies 6 pulgadas) y un calado de 4,74 m (15 pies 7 pulgadas). El submarino estaba propulsado por dos motores diésel sobrealimentados Germaniawerft F46 de cuatro tiempos y seis cilindros . produciendo un total de 2800 a 3200 caballos de fuerza métricos (2060 a 2350 kW; 2760 a 3160 shp) para uso en superficie, dos motores eléctricos de doble acción Siemens-Schuckert GU 343/38–8 que producen un total de 750 caballos de fuerza métricos (550 kW ; 740 shp) para usar mientras está sumergido. Tenía dos ejes y dos hélices de 1,23 m (4 pies ) . El barco era capaz de operar a profundidades de hasta 230 metros (750 pies).
El submarino tenía una velocidad máxima en superficie de 17,7 nudos (32,8 km/h; 20,4 mph) y una velocidad máxima sumergida de 7,6 nudos (14,1 km/h; 8,7 mph).  Cuando estaba sumergido, el barco podía operar durante 80 millas náuticas (150 km; 92 mi) a 4 nudos (7,4 km/h; 4,6 mph); cuando salió a la superficie, podría viajar 8.500 millas náuticas (15.700 km; 9.800 mi) a 10 nudos (19 km / h; 12 mph). El U-424 estaba equipado con cinco tubos de torpedos de 53,3 cm (21 pulgadas) (cuatro instalados en la proa y uno en la popa), catorce torpedos , un cañón naval SK C / 35 de 8,8 cm (3,46 pulgadas) , 220 rondas y dos cañones antiaéreos gemelos C/30 de 2 cm (0,79 pulgadas) . La nave contaba con una capacidad de entre cuarenta y cuatro y sesenta tripulantes.

## Historial de servicio

### Primera patrulla
El U-376, bajo el mando del Kapitänleutnant Friedrich-Karl Marks, partió de Kiel el 11 de marzo de 1942 y llegó a Heligoland, Alemania, en el Mar del Norte al día siguiente.  Navegó en su primera patrulla de combate en dirección norte hacia el mar de Barents. Allí, el 30 de marzo, torpedeó y hundió el buque mercante británico Induna, de 5.086 TRB, parte del convoy ártico PQ 13, en ruta a Murmansk, Rusia.
Cuarenta y un sobrevivientes, de la tripulación de 66, abandonaron el barco en dos botes salvavidas a temperaturas alrededor de −20 grados Celsius (−4,0 °F) y vientos helados. Solo 30 seguían vivos el 2 de abril cuando fueron recogidos por un dragaminas ruso, dos murieron posteriormente por exposición.
El submarino llegó a Kirkenes, en el extremo noreste de Noruega, el 1 de abril de 1942. 

### Segunda y tercera patrulla
El U-376 navegó en dos patrullas desde Kirkenes, del 7 al 20 de abril y del 29 de abril al 6 de mayo, sin éxito, antes de navegar finalmente a Bergen en Noruega a principios de mayo. 

### Cuarta patrulla
El U-376 partió de Bergen el 7 de junio de 1942, navegando hacia las aguas del norte de Islandia antes de regresar al Mar de Barents. donde el 10 de julio, hundió el American Hog Islander Hoosier de 5.060 TRB, en ruta a Arcángel con un cargamento de 5.029 toneladas de maquinaria y explosivos. Parte del Convoy PQ 17, había sido bombardeado el día anterior por varios aviones Junkers Ju 88 del KG 30, que habían inutilizado los motores. Remolcado por HMS La Malouine fue abandonada cuando se avistó al U-255 persiguiéndolo. El naufragio a la deriva de Hoosier fue alcanzado por dos torpedos del U-376 y se hundió.
El submarino llegó a Narvik el 15 de julio, navegando a Bergen después de tres días, antes de pasar de agosto a octubre en Wilhelmshaven y Kiel. Regresó a Bergen el 25 de octubre y luego navegó a Skjomenfjord el 3 de noviembre de 1942. 

### Quinta patrulla
El U-376 partió de Skjomenfjord el 5 de noviembre para patrullar el mar de Barents una vez más y llegó a Narvik el 8 de diciembre sin haber tenido éxito.

### Sexta patrulla
Regresó a Bergen antes de partir una vez más el 26 de enero de 1943, pero fue atacada por aviones aliados al día siguiente y se vio obligada a regresar a la base con varios tripulantes heridos.

### Séptima patrulla
El submarino partió de Bergen el 30 de enero, pero durante la noche su tercer oficial de guardia cayó por la borda. El U-376 regresó a Bergen para embarcar un reemplazo y partió el mismo día. Esta patrulla lo llevó al Atlántico, al sur de Groenlandia, antes de que llegara a su nuevo puerto base de La Pallice en Francia el 13 de marzo.

### Octava patrulla y hundimiento
El U-376 zarpó de La Pallice el 6 de abril de 1943 con la misión de embarcar a oficiales navales alemanes que habían escapado de un campo de prisioneros de guerra en North Point en la Isla del Príncipe Eduardo, Canadá. El U-376 fue precedido por el barco de respaldo de la misión, el U-262, que había partido del mismo puerto el 27 de marzo, pero había tenido que regresar debido a una ventilación defectuosa, zarpó nuevamente el 7 de abril.
El U-376 está desaparecido desde el 7 de abril de 1943 y fue visto por última vez en el Golfo de Vizcaya. 

### Manadas de lobos
- Zieten (23 - 29 de marzo de 1942)
- Eiswolf (29 - 31 de marzo de 1942)
- Robbenschlag (7 - 14 de abril de 1942)
- Blutrausch (15 - 19 de abril de 1942)
- Strauchritter (29 de abril - 5 de mayo de 1942)
- Eisteufel (1 - 4 de julio de 1942)
- Eisteufel (6 - 12 de julio de 1942)
- Boreas (19 de noviembre - 7 de diciembre de 1942)
- Neptun (18 de febrero - 2 de marzo de 1943)

## Historial de incursiones
| Fecha               | Nombre del barco | Nacionalidad   | Tonelaje ( TRB ) | destino |
| ------------------- | ---------------- | -------------- | ---------------- | ------- |
| 30 de marzo de 1942 | Induna           | Reino Unido    | 5,086            | Hundido |
| 10 de julio de 1942 | Hoosier          | Estados Unidos | 5,060            | Hundido |